# Bahnhof Heilbronn-Sontheim
Der ehemalige Bahnhof Heilbronn-Sontheim liegt an der Bottwarbahnstraße 4 in Sontheim und ist ein Kulturdenkmal. Genutzt wird das Gebäude heute (Stand 2008) von einer privaten Musikschule sowie von einem Ingenieurbüro.

## Entstehung
Die Königlich Württembergischen Staats-Eisenbahnen erbauten im Jahr 1900 bei der Fortführung der Bottwartalbahn von Beilstein nach Heilbronn zunächst das Dienst- und Wohngebäude, 1913 folgten Wartehalle und Güterschuppen. Der Bahnhof trug mehrere Namen: Bis 1904 lautete die Bezeichnung Sontheim, bis 1912 Sontheim am Neckar und danach bis zur Eingemeindung der Gemeinde Sontheim nach Heilbronn im Jahr 1938 Sontheim (Neckar). Anschließend hieß er bis zum Betriebsende Heilbronn-Sontheim.

## Beschreibung

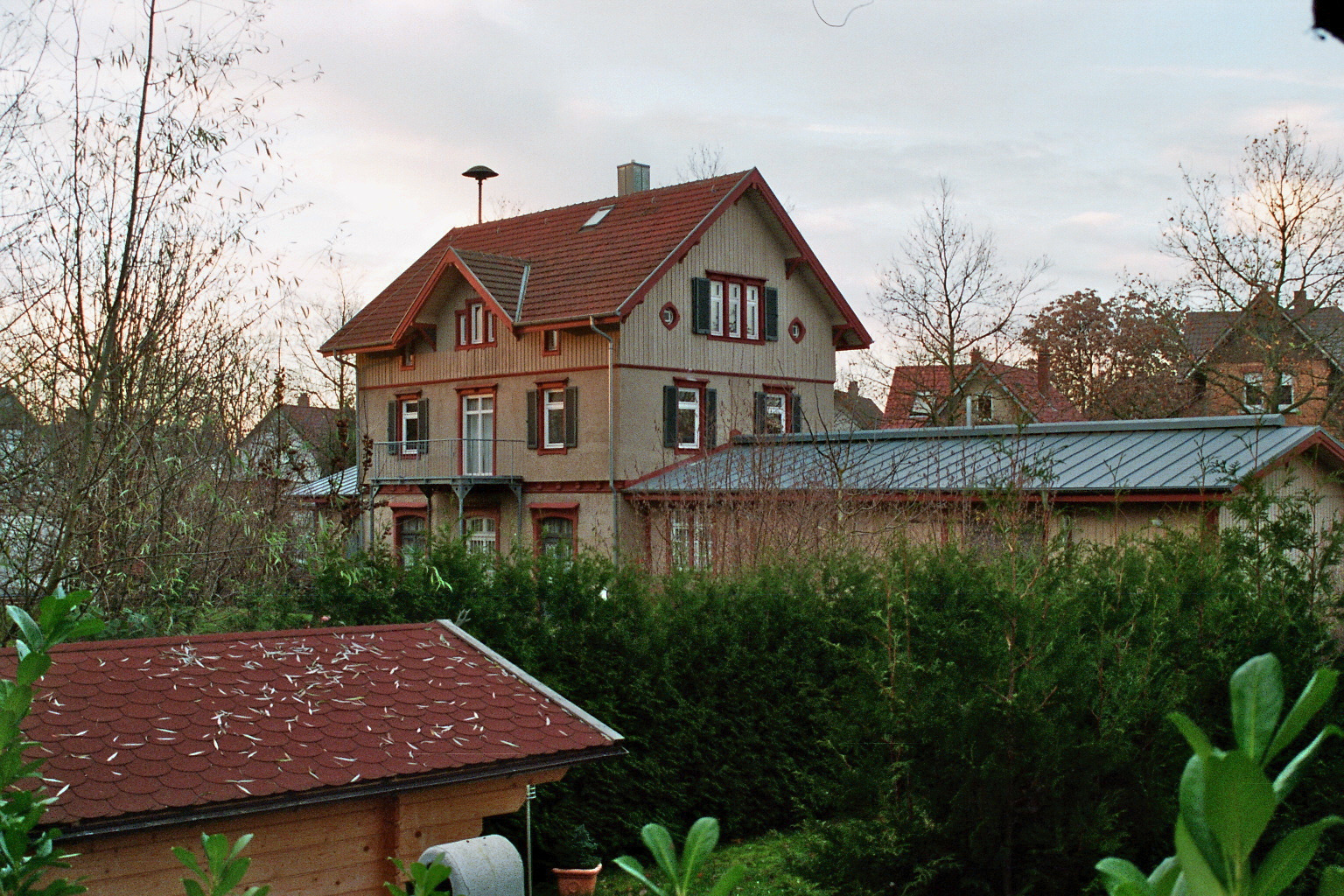
Die Gleisseite des früheren Bahnhofs

Das Dienst- und Wohngebäude sowie die angegliederte Wartehalle entsprechen dem württembergischen Einheitsbahnhof vom Typ IIIa, wie er im ausgehenden 19. Jahrhundert landesweit an vielen Nebenbahnen erbaut wurde. Identische Bauten gab es entlang der Bottwartalbahn auch in Beilstein und in Großbottwar. Bei den Bauten im Landhausstil handelt es sich um eine verschindelte und verbretterte Fachwerkkonstruktion mit geschnitzten Balkenköpfen und Vorkragungen.
Der angebaute Güterschuppen hatte eine Größe von 30 × 6–7 m, die anschließende Laderampe eine Fläche von 250 m², Es waren ein kleiner Portalkran, eine Gleiswaage sowie ein Lademaß zur Überprüfung des Lichtraumprofils vorhanden. Damit war der Bahnhof vorrangig für den Güterverkehr ausgelegt.

## Betrieb
Wegen des hohen Güteraufkommens wurde die Bottwartalbahn vom Bahnhof Heilbronn Süd bis Talheim mit einem Dreischienengleis versehen. Daher hatte der Bahnhof Sontheim nur normalspurige Gleise für den Güterverkehr. Vom Bahnhof Sontheim zweigten die Gleisanschlüsse zur Zwirnerei Ackermann und zu den Lagerschuppen der Landmaschinenfabrik Hermann Amos und eines Kohlenhändlers ab, welche ebenfalls nur in Normalspur gebaut waren. Lediglich der Personenverkehr hatte Gleise der Spurweite 750 mm. Der Bahnhof war nach den beiden Endbahnhöfen der meistfrequentierte der Strecke, da in Sontheim Anschluss an die Linie S der Straßenbahn Heilbronn bestand.

## Niedergang des Bahnbetriebs
Am 1. Oktober 1961 stufte die deutsche Bundesbahn den Bahnhof Heilbronn-Sontheim in eine Nebenstelle des Bahnhofs Heilbronn Süd zurück. Mit Ende des Personenverkehrs auf der Bottwartalbahn 1966 wurde er zum reinen Güterbahnhof und war ab 1. November 1970 nicht mehr besetzt. Auf dem verbliebenen Normalspurgleis wurde noch bis 1976 ein Anschluss in Talheim bedient. Am 27. September 1985 wurde der Bahnhof Heilbronn-Sontheim geschlossen.

## Nach der Bahn
1994/95 wurde das Gebäude restauriert. 1999 zog eine Musikschule dort ein, später auch ein Ingenieurbüro. Auf dem Gelände befindet sich noch ein Normalspur-Güterwagen mit Bremserhaus. Die ehemalige Bahntrasse ist heute teilweise mit einem Spielplatz des benachbarten städtischen Kindergartens in Sontheim überbaut.